# 塔前站
塔前站位于皖赣铁路上，距离火龙岗站451千米、贵溪站119千米。车站不办理客货运业务，仅办理列车通过、停靠作业；但每日有一对来往景德镇和南昌的旅客列车在该站办理通勤乘降业务。
塔前站初建于1958年，但由于皖赣铁路工程停工，直至1973年10月1日方建成通车:242。